# 京县 (秦朝)
京縣，中国古县名。
秦代置县，属三川郡，在今河南省荥阳市东南10公里处。因临京水，故名。汉朝时改隶河南郡，晋朝属荥阳郡。前205年，楚汉战于荥阳南京、索间，即此。北齐天保七年底（556年）废县，并入荥阳县。
京城古城址或称京城城墙，为河南省文物保护单位。